# Disautonomia
La disautonomia (o disfunzione autonomica, o neuropatia autonomica) è una condizione in cui il sistema nervoso autonomo presenta malfunzionamenti. Può essere familiare, ereditata tramite il modello autosomico recessivo, o acquisita, causata da danneggiamenti del sistema nervoso. La disautonomia è un tipo di neuropatia che colpisce i nervi che trasportano le informazioni dal cervello e dal midollo spinale a cuore, vescica, intestino, ghiandole sudoripare, pupille e vasi sanguigni. La disautonomia può presentarsi in vari modi, ad esempio difficoltà di adattamento alle variazioni di postura, così come sintomi digestivi.
La diagnosi si ottiene attraverso test funzionali del sistema nervoso autonomo, con particolare attenzione al sistema di organi colpiti. Le indagini possono essere effettuate per identificare i processi patologici sottostanti che possono aver portato alla neuropatia autonomica che causa la disautonomia. Il trattamento sintomatico è disponibile per molti sintomi associati alla neuropatia autonomica.